# Casa-Museo Pérez Galdós
La Casa-Museo Pérez Galdós de Las Palmas de Gran Canaria es una vivienda tradicional del siglo XIX y parte del XX, situada en el barrio de Triana, en el centro histórico de la ciudad. En ella nació y vivió el escritor Benito Pérez Galdós hasta los 19 años (1862).

## Espacio arquitectónico
Aunque su transformación y uso como museo hicieron necesarios algunos cambios, se han mantenido los materiales y la estructura primitiva, que, siguiendo la tradicional arquitectura doméstica canaria del siglo XIX, habilita la vivienda en torno a dos patios centrales. En ella pueden contemplarse, además de muchos de los muebles conservados (procedentes de las casas en las que transcurrió la vida del escritor en Las Palmas de Gran Canaria primero y, más tarde, en Madrid y Santander), una interesante colección de instrumentos musicales, obras de arte, fotografías y otros objetos decorativos. Merecen citarse las reconstrucciones de la habitación donde nació Benito, o el despacho y el dormitorio de su casa de “San Quintín” en Santander.

## Actividad cultural
A diario se organizan en sus dependencias visitas guiadas, que se inician a las horas en punto (los grupos de visitantes nunca excederán de 15 personas). 
A partir del 19 de diciembre de 2006, la Casa-Museo se amplió al edificio colindante que fue reformado para albergar el Centro de Estudios Galdosianos, institución que reúne el conjunto documental y fondos bibliográficos relacionados con la obra y persona del escritor, y que dispone, asimismo de una sala de investigadores; espacios para exposiciones temporales y aulas para conferencias y cursos. También acoge unas instalaciones específicas para el Departamento de Educación y Acción Cultural (DEAC).
Este edificio anexionado, que cuenta también con dos patios, permitió emplazar en el segundo de ellos la escultura que Victorio Macho realizó en 1930 para el primer monumento dedicado a Pérez Galdós en su ciudad natal. La obra, hecha en piedra caliza, estuvo originalmente frente al océano, en el antiguo Muelle de la ciudad, de donde fue retirada en 1970, en un prudente acto de traición al escultor castellano cuyo deseo, en sus propias palabras, fue: "...yo sueño que 'mi Galdós' llegue a confundirse con el paisaje y parezca una roca..." La erosionada escultura original preside la planta baja del nuevo edificio y es el pórtico para la visita a la casa natal, a la que se accede desde las nuevas instalaciones.
En 2021 acogió el rodaje de la película Benito Pérez Buñuel, dirigida por Luis Roca y producida por Marta de Santa Ana. Concretamente, se filmó la entrevista en la que Yolanda Arencibia revela lo esencial de Benito Pérez Galdós.

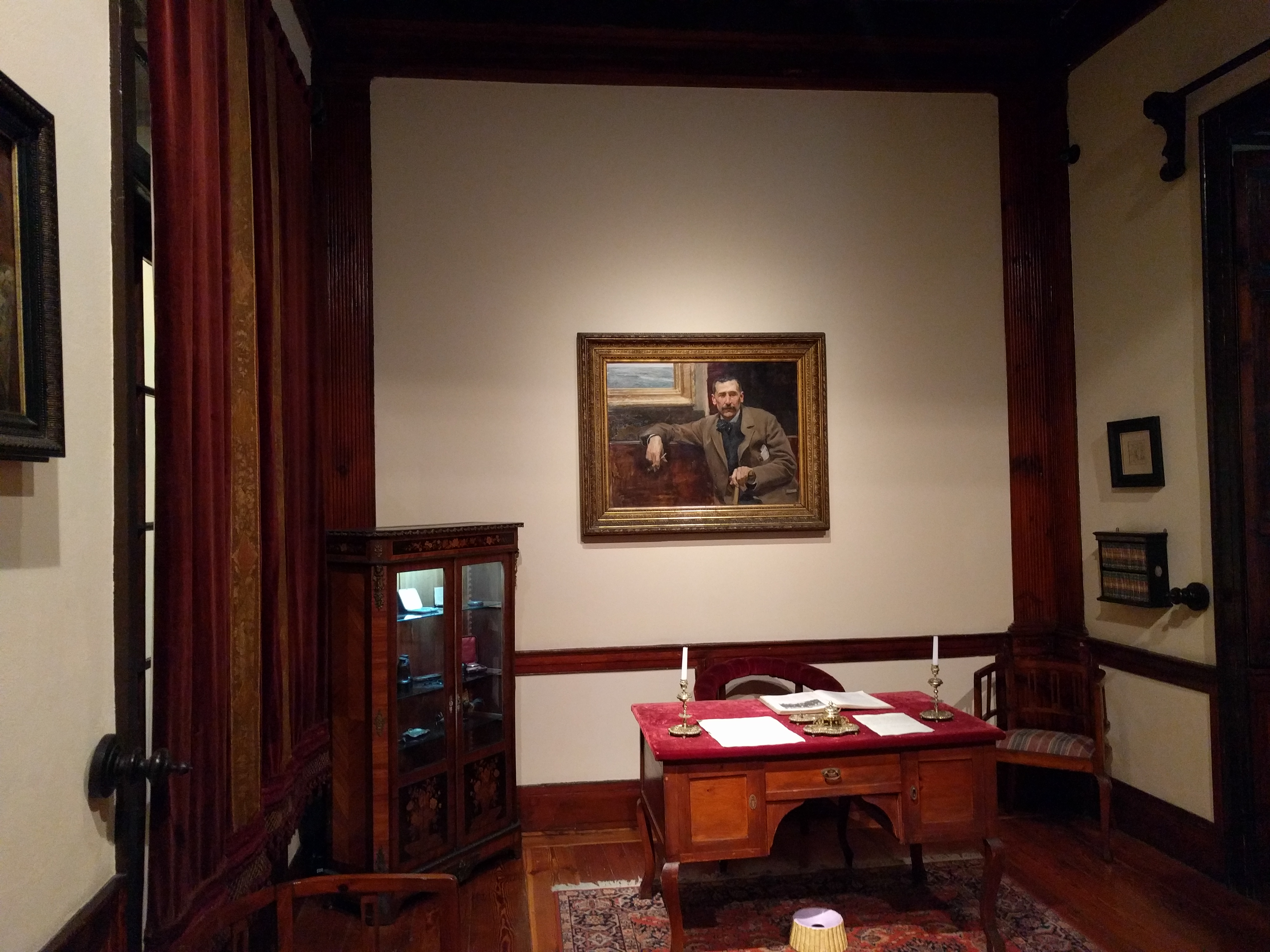
Escritorio de Pérez Galdós
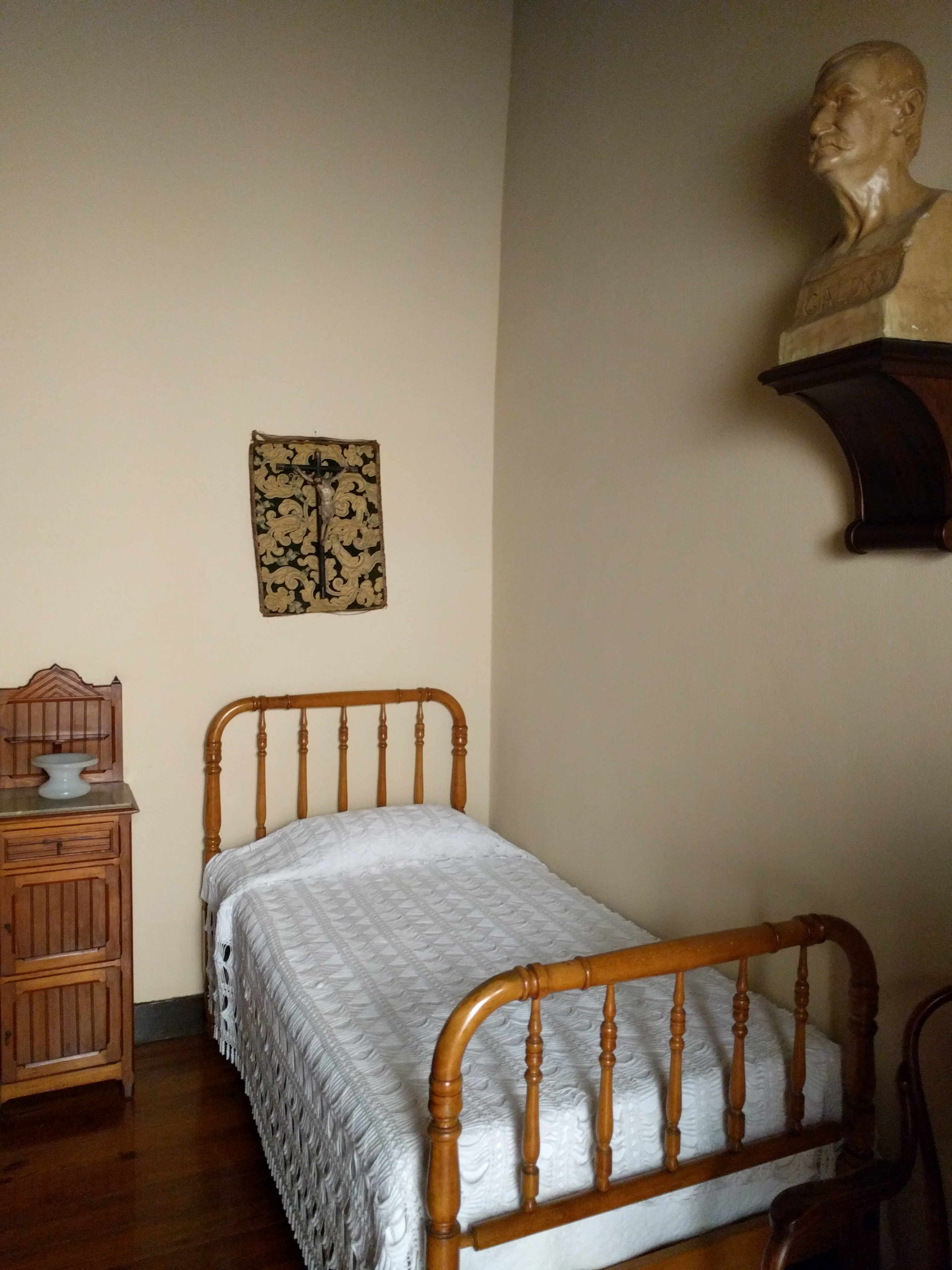
Dormitorio
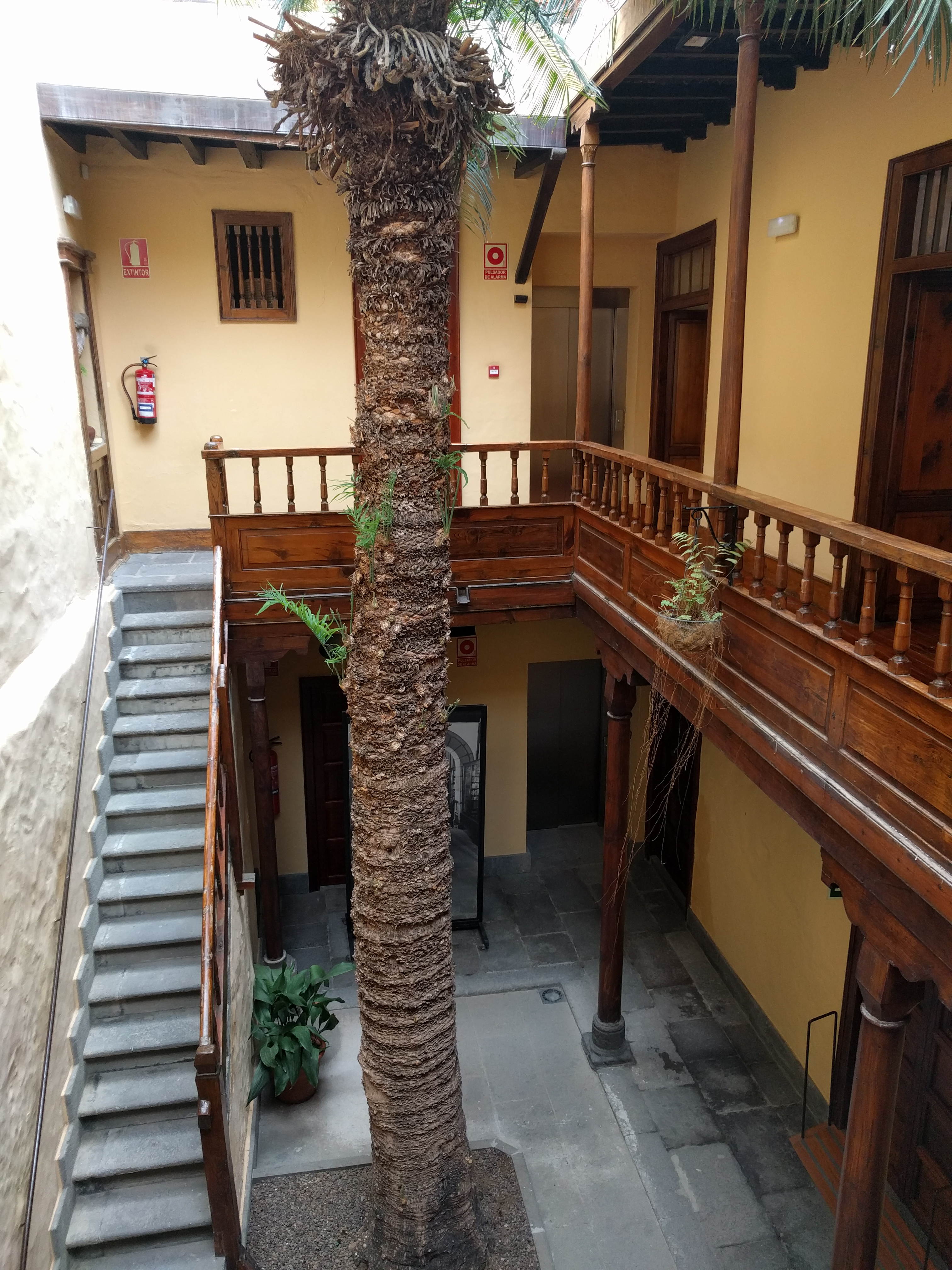
Patio
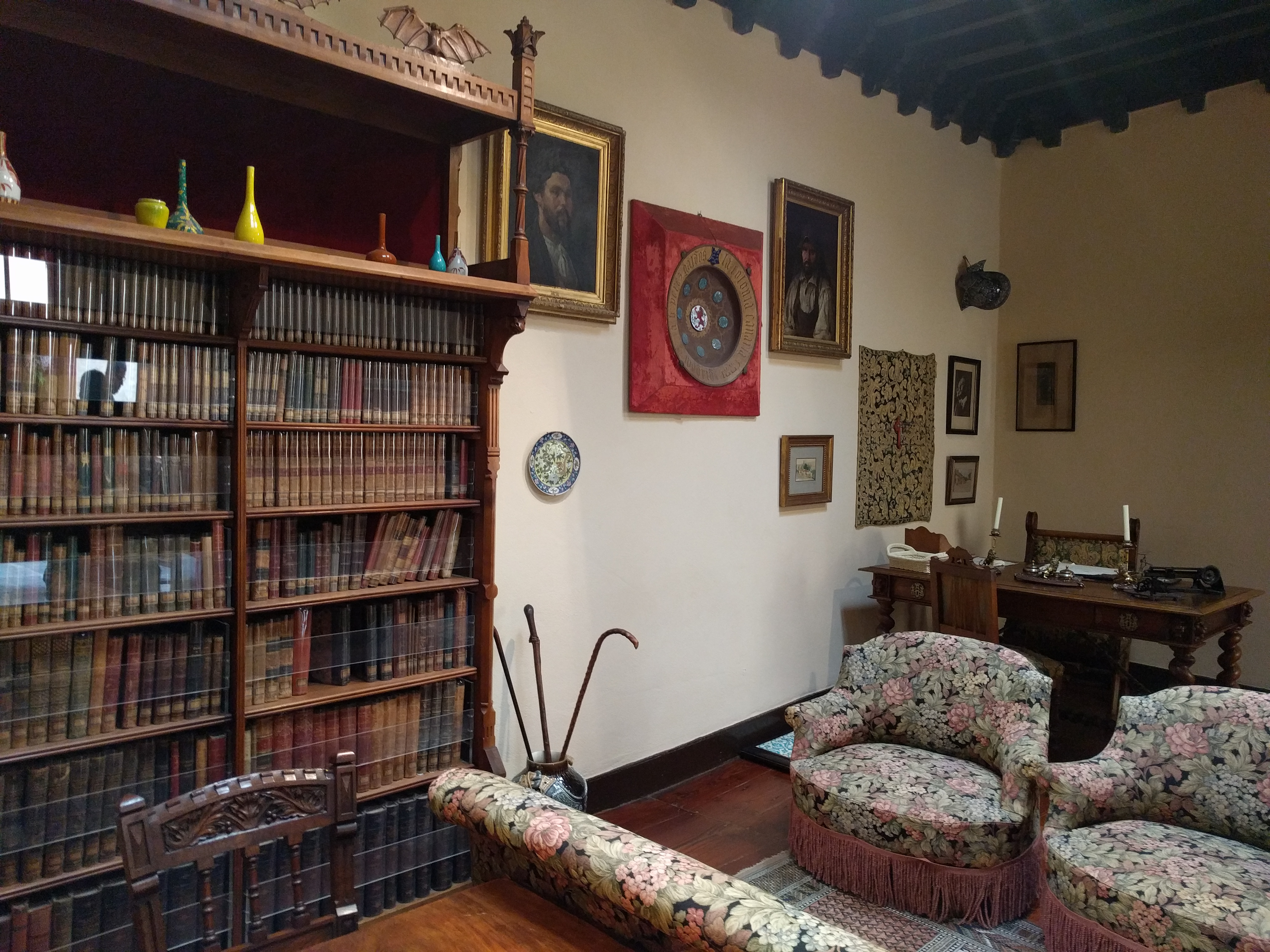
Salón
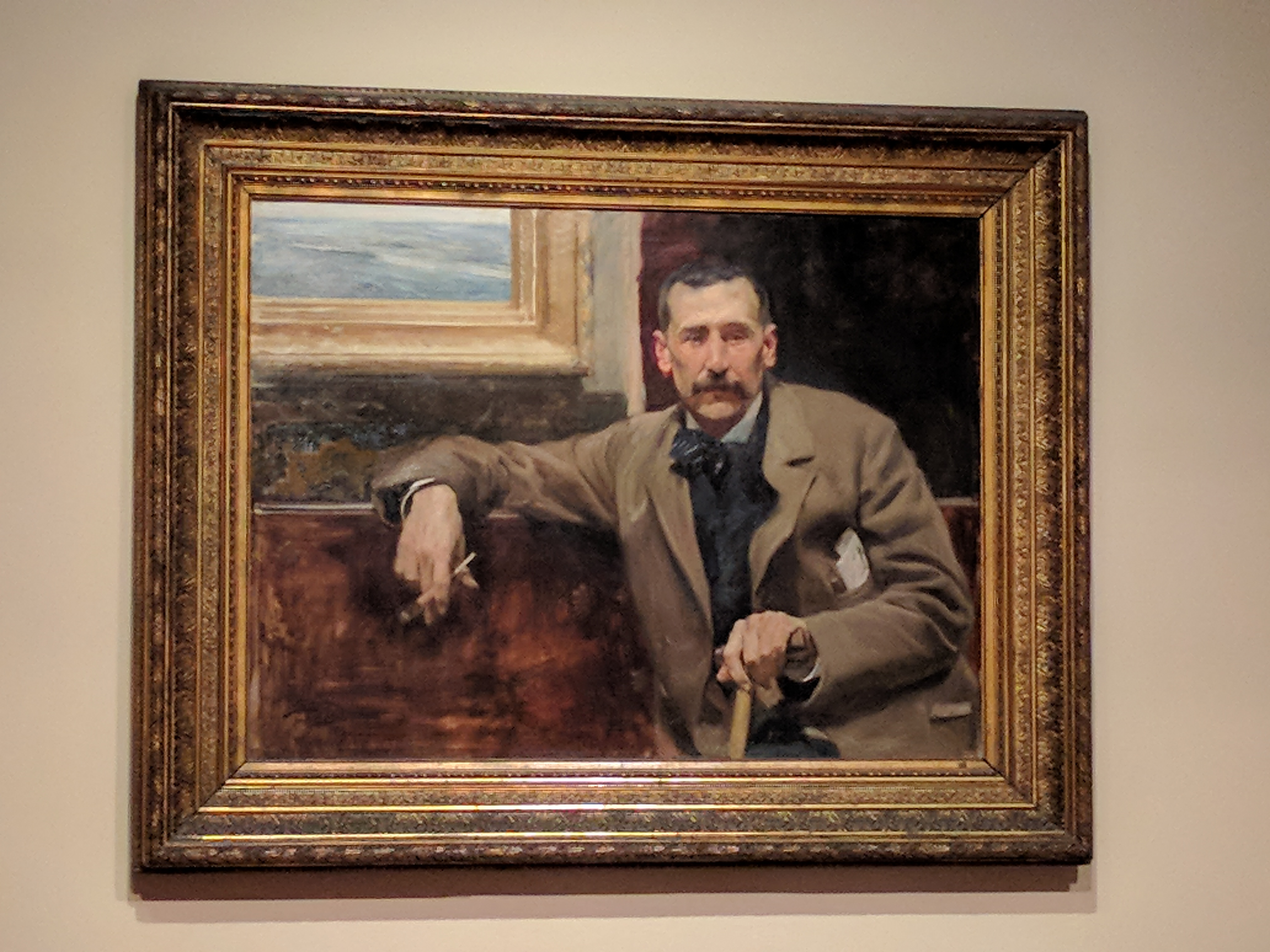
Retrato de Pérez Galdós de Joaquín Sorolla
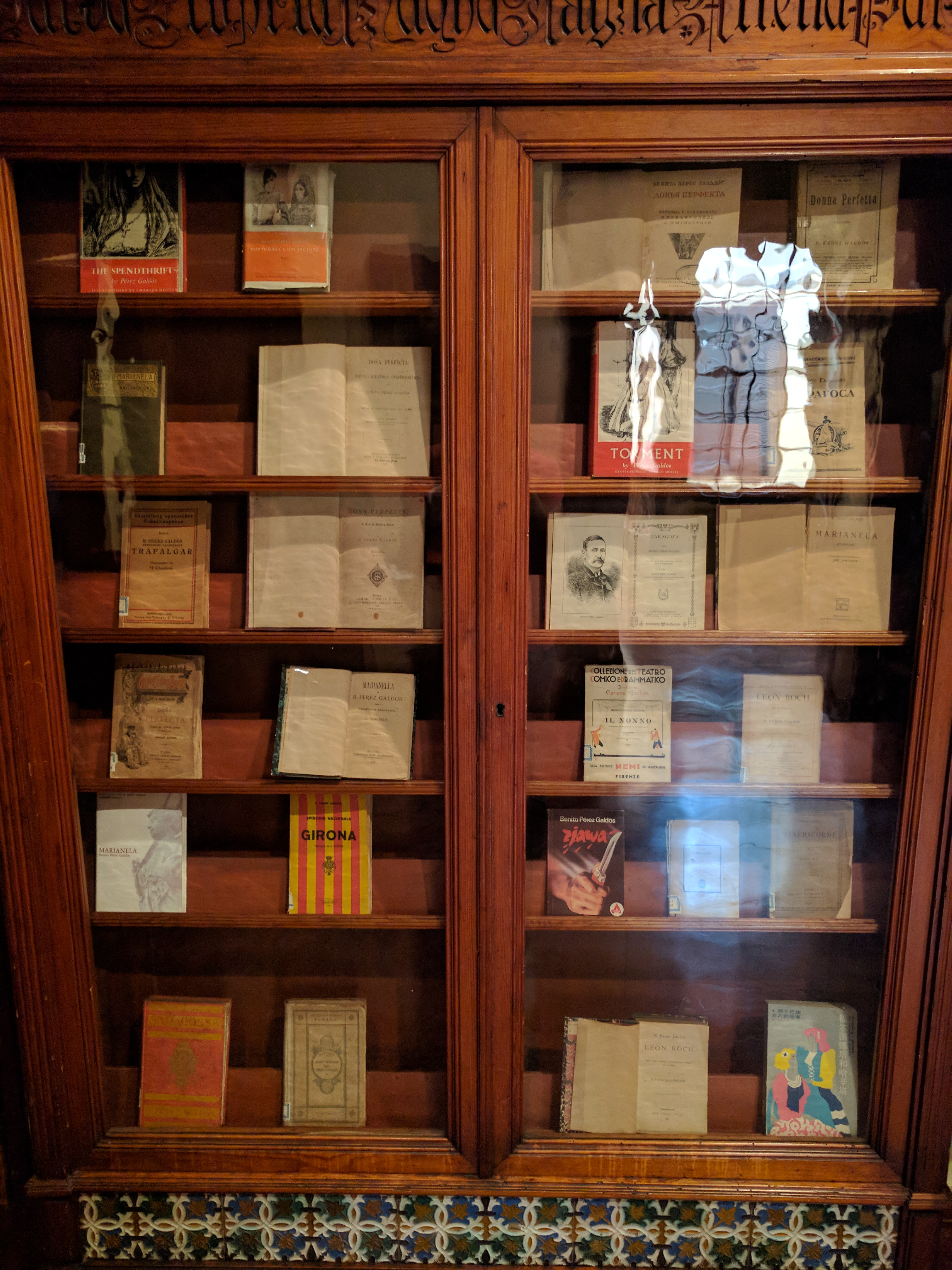
Biblioteca
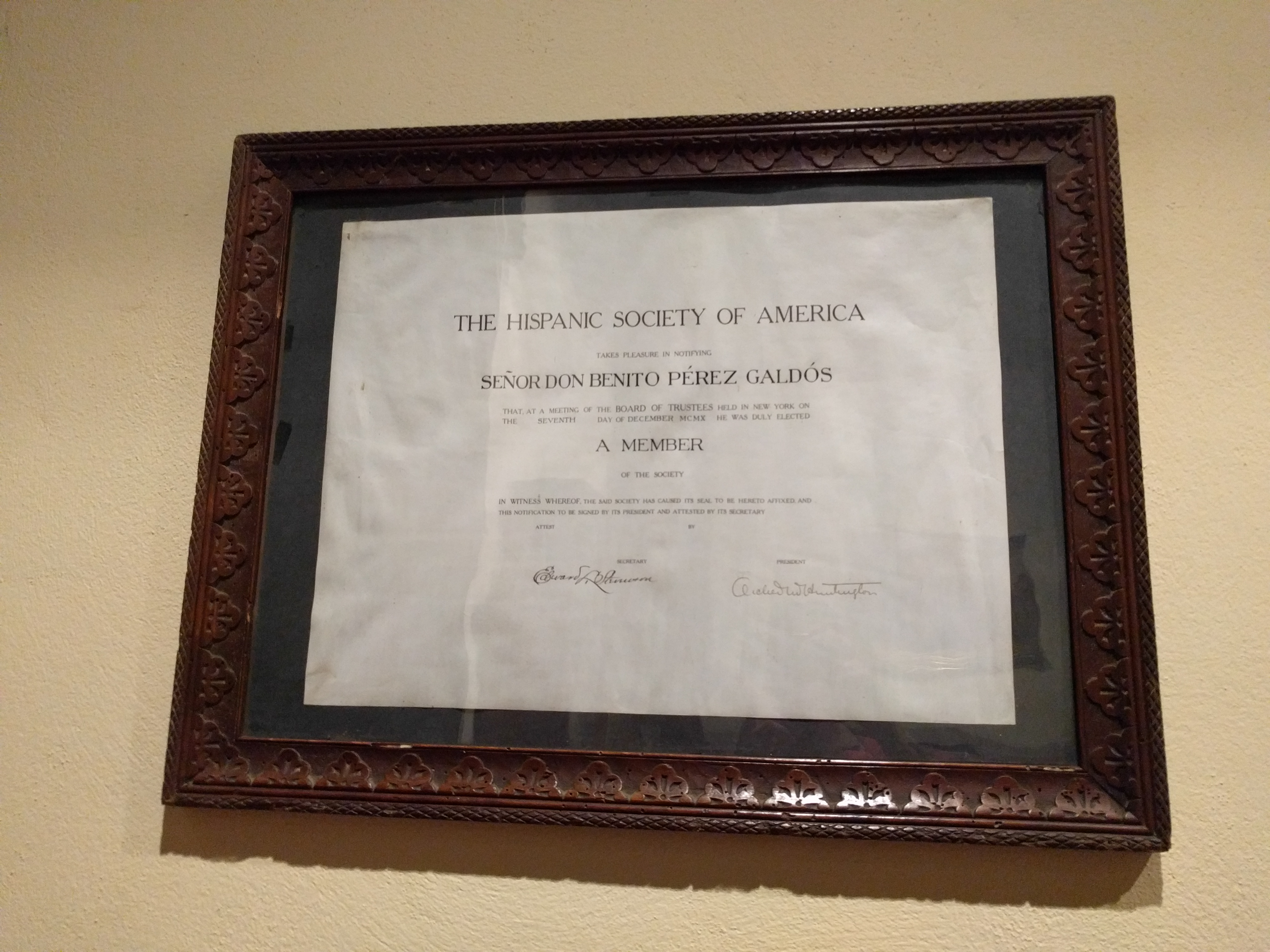
Certificado de miembro de la Hispanic Society of America
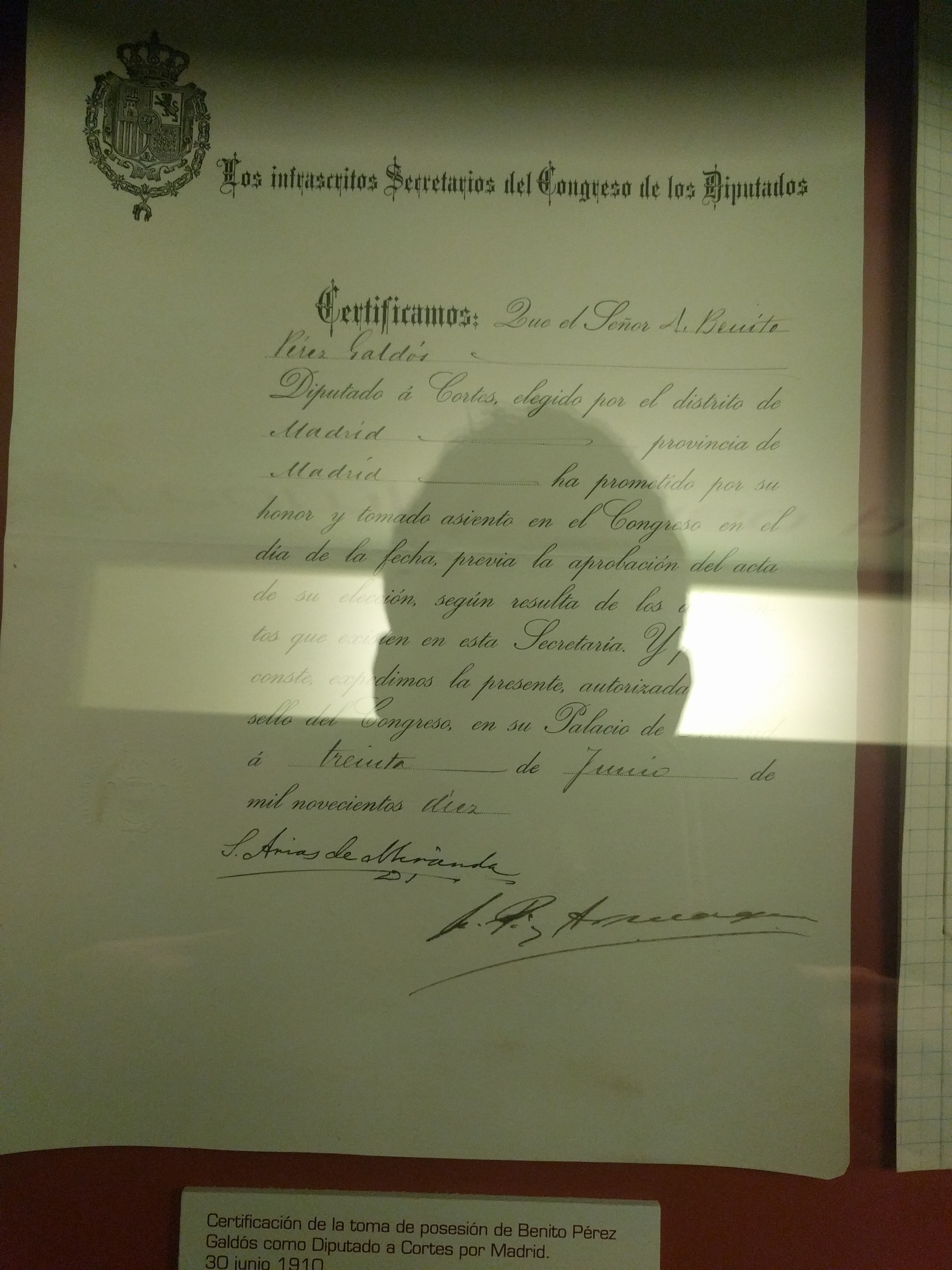
Certificado de toma de posesión como Diputado en 1910
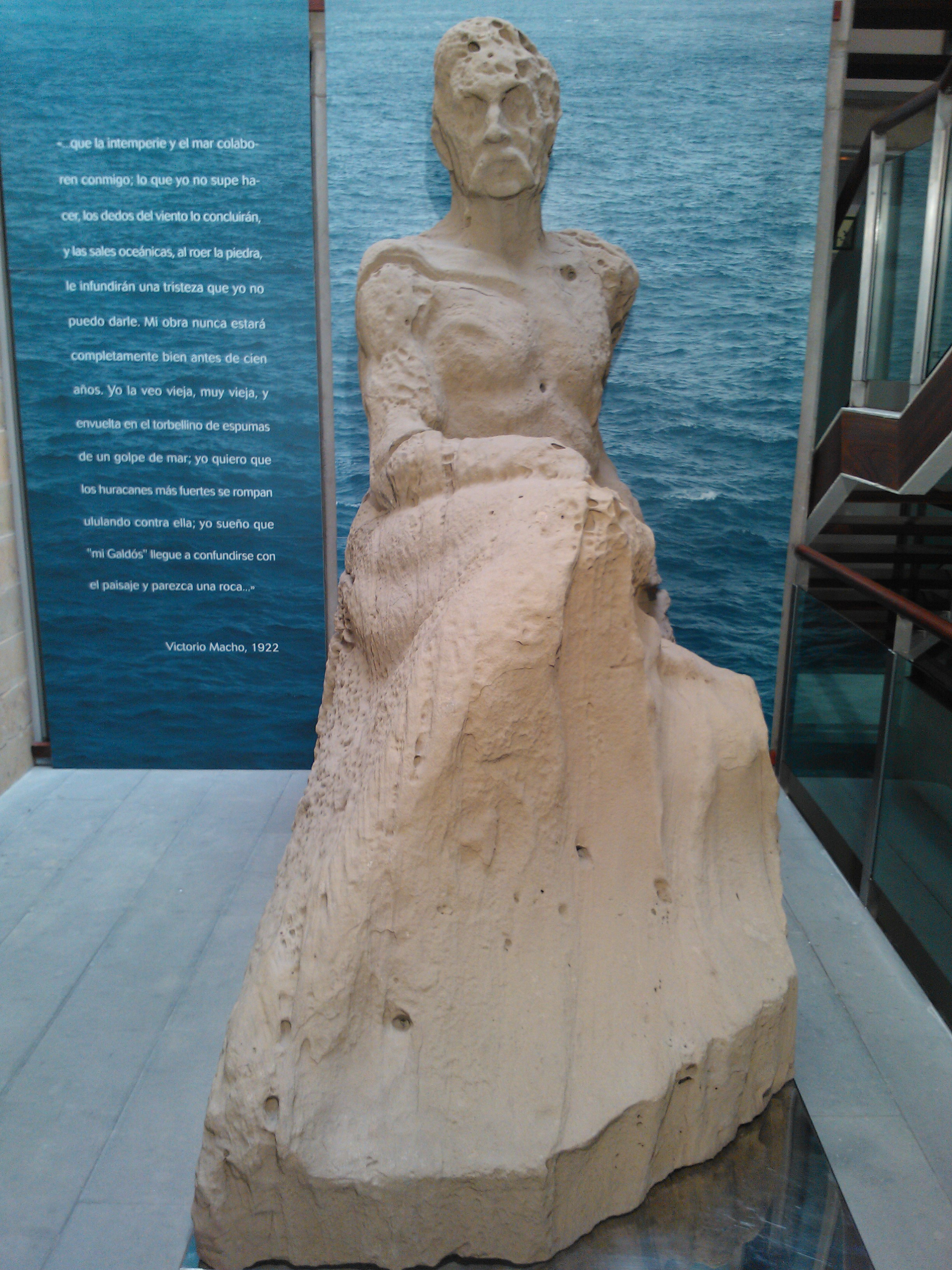
El Galdós de Victorio Macho en 1922 (que no llegó a comerse el mar)